# Avillers-Sainte-Croix
Avillers-Sainte-Croix è un comune francese di 64 abitanti situato nel dipartimento della Mosa nella regione del Grand Est.

## Società

### Evoluzione demografica
Abitanti censiti